# حارة الزعفراني (مسلسل)
حارة الزعفراني هو مسلسل دراما مصري من إخراج أيمن عبيس وبطولة صلاح السعدني، سماح أنور، محمود الجندي، شوقي شامخ، لقاء سويدان، محمد متولي وبهاء ثروت. المسلسل مبني على رواية وقائع حارة الزعفراني للكاتب جمال الغيطاني.

## نبذة
الشيخ "عطية" يعيش في حارة الزعفراني بالغورية ويلجأ إليه الجميع لما عُرف عنه من اتصال بالقوى السفلية، إلى أن يمتنع عن استقبال الزائرين على مدار عام كامل وسط خوف الجميع من زيارته.